# Війна Вікторіо
Війна Вікторіо (англ. Victorio's War) — збройний конфлікт між апачами, послідовниками вождя Вікторіо, та військовими формуваннями США і Мексики, що відбувалися на Південному заході США й у Північній Мексиці у 1879—1880 роках. Воєнні дії почалися у вересні 1879 року, коли вождь Вікторіо, зіткнувшись з арештом і примусовим переселенням зі своєї батьківщини в Нью-Мексико до індіанської резервації Сан-Карлос на південному сході Аризони розпочав партизанську війну на півдні Нью-Мексико, західному Техасі та північній Мексиці. Вікторіо провів багато битв і сутичок з американською армією і здійснив набіги на кілька поселень, поки мексиканська армія не вбила його та більшість його воїнів у жовтні 1880 року в битві при Трес-Кастільос. Після смерті Вікторіо його лейтенант Нана очолив останній рейд у 1881 році.
Вчений Ден Трапп писав про війну Вікторіо, що «ніколи більше бійців [Апачів] у такій кількості не блукало та спустошували цією країною, і ними більше ніколи не було так вправно керувати та керувати ними». Вікторіо, за словами вченого Роберта Н. Ватт «широко визнаний як один із найкращих партизанських лідерів часів Апачських війн».